# Barbie Fairytopia - La magia dell'arcobaleno
Barbie Fairytopia - La magia dell'arcobaleno (Barbie Fairytopia: Magic of the Rainbow) o Barbie - La magia dell'arcobaleno è un film d'animazione in computer grafica del 2007 diretto da William Lau. È il decimo film di Barbie ed è il terzo e ultimo capitolo della trilogia dedicata a Fairytopia, dopodiché il franchise ha avuto uno spin-off: Barbie Mariposa.

## Trama
(Prologo)
La vita di Elina scorre tranquilla a Fairytopia in compagnia della sua amica Dandelion e di Bibble. Una mattina riceve la visita di Azura, una dei sette Custodi: l'Incantatrice ha dato ordine a ciascuno di essi di scegliersi un apprendista per imparare il Volo di Primavera, una cerimonia annuale che permette a Fairytopia di crescere rigogliosa. Elina accetta la proposta di Azura e si reca al Palazzo di Cristallo per iniziare il suo apprendistato. Nel frattempo Maximus, il capo dei Fungus, spia Elina per conto di Laverna.
Elina raggiunge il Palazzo insieme a Linden, un apprendista incontrato per caso, e giunta sul posto, conosce tutti gli altri apprendisti: Shimmer, Lumina (che le predice un "imperdonabile sbaglio"), Fabian, Sunburst (con la quale scoppia subito una certa rivalità) e Glee; quest'ultima in particolare diventa presto sua amica e fa conoscere a Bibble la sua funghetta Dizzle. Prima dell'inizio delle lezioni Azura, accompagnata dai restanti Custodi, spiega agli apprendisti le varie fasi per completare il Volo di Primavera e far nascere così il Primo Bocciolo: se qualcosa dovesse andare storto, il bocciolo appassirà e Fairytopia sarà condannata a dieci anni di rigido inverno. Durante l'addestramento, Elina mette in risalto le sue capacità e apprende da Azura un incantesimo (usato per annullare gli incantesimi che lei e Sunburst si sono lanciate durante un litigio) con il quale, durante una passeggiata insieme a Linden, per sbaglio riporta Laverna (fuggita dall'esilio e con l'aspetto di un rospo) alle sue vere sembianze.
Quest'ultima rapisce Sunburst prendendo le sue sembianze e intossicando con il veleno di rospo tutti e sette i Custodi. A questo punto, l'Incantatrice decide che dovranno essere proprio gli apprendisti a eseguire il Volo di Primavera, quindi inizia a farli esercitare per il grande evento. Laverna, sempre sotto le sembianze di Sunburst, comincia a essere molto carina nei confronti di Elina, al punto che solo durante la cerimonia si rivelerà davanti ad essa; Elina decide così di lasciare la cerimonia per cercare la vera Sunburst e, una volta trovata, torna insieme a lei al Palazzo di Cristallo smascherando Laverna. Quest'ultima obbliga la sorella ad abdicare in suo favore, minacciando di distruggere il Primo Bocciolo: la sovrana è costretta ad accettare, ma subito dopo Laverna infrange la promessa. Nel tentativo di difendere il bocciolo, Elina viene colpita da un incantesimo di Laverna, ma con l'aiuto di tutti gli altri apprendisti riesce a resistere e a sconfiggerla definitivamente, acquisendo allo stesso tempo un nuovo paio di ali.
L'Incantatrice è salva, ma il bocciolo appassito scatena l'inverno e la tristezza di tutti. Tuttavia, grazie all'incoraggiamento e alla forza di Elina, gli apprendisti riescono a farlo guarire e a far nascere il primo arcobaleno primaverile, ponendo fine alla neve. Terminato il compito, dopo aver salutato Azura, essersi riappacificata con Sunburst e tutti gli altri apprendisti, Elina torna a casa con Bibble.
(Barbie, dopo i titoli di coda)

## Distribuzione
Dopo aver debuttato su Nickelodeon l'11 marzo 2007 il film è stato distribuito in DVD dalla Universal il 13 marzo.

### Doppiaggio
| Personaggio   | Doppiatore originale | Doppiatore italiano  |
| ------------- | -------------------- | -------------------- |
| Elina         | Kelly Sheridan       | Emanuela Pacotto     |
| Bibble        | Lee Tockar           | (originale)          |
| Fungus #1, #2 | Lee Tockar           | Ambrogio Colombo     |
| Maximus       | Christopher Gaze     | Ambrogio Colombo     |
| Laverna       | Kathleen Barr        | Alessandra Korompay  |
| Dandelion     | Tabitha St. Germain  | Francesca Manicone   |
| Topazio       | Tabitha St. Germain  | Paola Valentini      |
| Fatina #1     | Venus Terzo          |                      |
| Azura         | Venus Terzo          | Francesca Fiorentini |
| Incantatrice  | Nancy Sorel          | Francesca Fiorentini |
| Linden        | Andrew Francis       | Davide Perino        |
| Sunburst      | Sharon Alexander     | Perla Liberatori     |
| Tormalina     | Peter New            | Gabriele Lopez       |
| Lumina        | Saffron Henderson    | Barbara Pitotti      |
| Shimmer       | Andrea Libman        | Eleonora Reti        |
| Fatina #2     | Andrea Libman        |                      |
| Glee          | Lalainia Lindbjerg   | Francesca Rinaldi    |
| Fabian        | Alistair Abel        | Francesco Pezzulli   |
| Dizzle        | Cathy Weseluck       | (originale)          |

## Prequel
- Barbie Fairytopia, regia di Walter P. Martishius e William Lau (2005)
- Barbie Fairytopia - Mermaidia, regia di Walter P. Martishius e William Lau (2006)